# Bosc Comunal de Morellàs i les Illes
El Bosc Comunal de Morellàs i les Illes (en francès, oficialment, Forêt Communale de Maureillas-Las-Illas) és un bosc de domini públic del terme municipal de Morellàs i les Illes, a la comarca del Vallespir, de la Catalunya del Nord.
El bosc, que ocupa 2,24 km², està situat a la zona sud-oriental del terme, prop del límit amb el terme de la Vajol, de la comarca de l'Alt Empordà, dins de l'antic terme de les Illes.
El bosc està sotmès a una explotació gestionada pel municipi de Morellàs i les Illes. Té el codi identificador de l'Office National des Forêts(ONF) F16285I.